# Venada
Venada es un género de mariposas de la familia Hesperiidae.

## Descripción
Especie tipo por designación original Telegonus advena Mabille, 1889.

## Diversidad
Existen 5 especies reconocidas en el género, 1 de ellas tienen distribución neotropical.

## Plantas hospederas
Las especies del género Venada se alimentan de plantas de las familias Lauraceae, Cunoniaceae. Las plantas hospederas reportadas incluyen los géneros Beilschmiedia, Licaria, Nectandra, Ocotea, Persea, Weinmannia, Pleurothyrium.